# PGC 15637
LEDA/PGC 15637, auch UGC 3104, ist eine Spiralgalaxie vom Hubble-Typ Sa im Sternbild Orion nördlich des Himmelsäquators. Sie ist schätzungsweise 432 Millionen Lichtjahre von der Milchstraße entfernt und hat einen Durchmesser von etwa 125.000 Lichtjahren. Vom Sonnensystem aus entfernt sich das Objekt mit einer errechneten Radialgeschwindigkeit von näherungsweise 9.700 Kilometern pro Sekunde.
Gemeinsam mit PGC 213288, ein am Ende eines ihrer Spiralarme liegendem kleineren Objekt hoher Flächenhelligkeit, bildet sie das wechselwirkende Galaxienpaar ARP 61.
Halton Arp gliederte seinen Katalog ungewöhnlicher Galaxien nach rein morphologischen Kriterien in Gruppen. Diese Galaxie gehört zu der Klasse Spiralgalaxien mit einem kleinen Begleiter hoher Flächenhelligkeit auf einem Arm (Arp-Katalog).

## Galaktisches Umfeld
| Nr. | Galaxie          | Alternativname          | Rek           | Dek           | Distanz/asec |
| --- | ---------------- | ----------------------- | ------------- | ------------- | ------------ |
| →   | LEDA/PGC 15637   | UGC 3104                | 04h36m40.28s  | -02d17m25.6s  | 0            |
| 1   | LEDA/PGC 15632   | 2MASX J04363592-0218140 | 04h36m35.927s | -02d18m13.44s | 80.92        |
| 2   | LEDA/PGC 15655   | UGC 3105                | 04h37m07.58s  | -02d18m16.7s  | 412.44       |
| 3   | LEDA/PGC 1092826 | 2MASX J04363131-0224389 | 04h36m31.32s  | -02d24m39.2s  | 454.03       |
| 4   | LEDA/PGC 1092466 | 2MASX J04364942-0225206 | 04h36m49.41s  | -02d25m20.6s  | 494.34       |
| 5   | LEDA/PGC 1093081 | 2MASX J04370263-0224086 | 04h37m02.62s  | -02d24m09.0s  | 522.24       |
| 6   | LEDA/PGC 1099220 | 2MASX J04361397-0211239 | 04h36m13.99s  | -02d11m23.9s  | 534.80       |
| 7   | LEDA/PGC 1097703 | 2MASX J04372088-0214303 | 04h37m20.913s | -02d14m30.06s | 633.74       |
| 8   | LEDA/PGC 1095531 | 2MASX J04355554-0218523 | 04h35m55.547s | -02d18m51.94s | 676.01       |
| 9   | LEDA/PGC 3683059 | 2MASX J04372555-0213493 | 04h37m25.57s  | -02d13m49.5s  | 712.21       |
| 10  | LEDA/PGC 15603   | 2MASX J04355387-0214023 | 04h35m53.88s  | -02d14m02.6s  | 724.60       |
| 11  | LEDA/PGC 1093272 | 2MASX J04355768-0223463 | 04h35m57.70s  | -02d23m46.4s  | 743.43       |
| 12  | LEDA/PGC 1101901 | 2MASX J04365710-0205396 | 04h36m57.08s  | -02d05m39.5s  | 749.72       |
| 13  | LEDA/PGC 15607   | CGCG 393-042            | 04h35m58.08s  | -02d10m13.4s  | 766.12       |
| 14  | LEDA/PGC 1097712 | 2MASX J04354540-0214303 | 04h35m45.39s  | -02d14m30.1s  | 842.67       |
| 15  | LEDA/PGC 1089066 | 2MASX J04364968-0232376 | 04h36m49.69s  | -02d32m37.8s  | 923.97       |